# Ostrówek (gemeente in powiat Wieluński)
De gemeente Ostrówek is een landgemeente in het Poolse woiwodschap Łódź, in powiat Wieluński.
De zetel van de gemeente is in Ostrówek.
Op 30 juni 2004 telde de gemeente 4640 inwoners.

## Oppervlakte gegevens
In 2002 bedroeg de totale oppervlakte van gemeente Ostrówek 101,6 km², waarvan:
- agrarisch gebied: 68%
- bossen: 25%

De gemeente beslaat 10,95% van de totale oppervlakte van de powiat.

## Demografie
Stand op 30 juni 2004:
| Omschrijving                   | Totaal | Totaal | Vrouwen | Vrouwen | Mannen | Mannen |
| ------------------------------ | ------ | ------ | ------- | ------- | ------ | ------ |
| eenheid                        | aantal | %      | aantal  | %       | aantal | %      |
| inwoners                       | 4640   | 100    | 2348    | 50,6    | 2292   | 49,4   |
| bevolkingsdichtheid (inw./km²) | 45,7   | 45,7   | 23,1    | 23,1    | 22,6   | 22,6   |

In 2002 bedroeg het gemiddelde inkomen per inwoner 1343,27 zł.

## Administratieve plaatsen (sołectwo)
Bolków, Dębiec, Dymek, Janów, Milejów, Niemierzyn, Nietuszyna, Okalew, Ostrówek, Rudlice, Skrzynno, Wielgie, Wola Rudlicka.

## Overige plaatsen
Gwizdałki, Jackowskie, Kopiec, Kuźnica, Oleśnica, Piskornik.

## Aangrenzende gemeenten
Czarnożyły, Konopnica, Lututów, Osjaków, Wieluń, Złoczew